# Alice Bailly

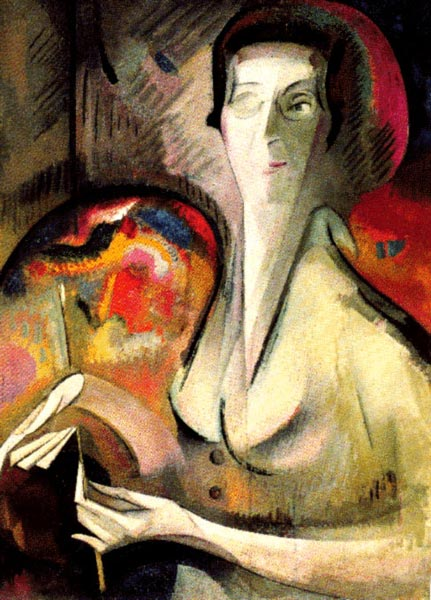
Selbstporträt (1917), ausgestellt im National Museum of Women in the Arts

Alice Bailly (* 25. Februar 1872 in Genf; † 1. Januar 1938 in Lausanne) war eine avantgardistische Schweizer Malerin und prägte im frühen 20. Jahrhundert die Bereiche des Fauvismus, Kubismus und Futurismus. Was sie an diesen Stilen der Malerei so faszinierte, waren intensive Farben, dunkle Konturen und die unrealistische Darstellung des menschlichen Körpers sowie die Verwendung von Abständen.

## Leben

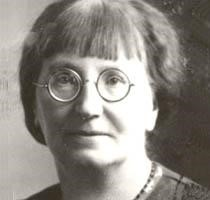
Alice Bailly

### Kindheit und Bildung
Während sie ihre Kindheit weitgehend in Genf verbrachte, nahm Bailly an mehreren separaten Kursen für Frauen an der École des beaux Arts teil. Von 1890 bis 1891 war sie Schülerin der Künstler Hugues Bovy (1841–1903) und Denise Sarkissof, unter denen sie an der École d’Art in Genf studierte. Ein Auslandsstipendium ermöglichte ihr, ein Jahr in München zu studieren.

### Bailly in Paris
Als sie 1904 nach Paris zog, schloss sie sich zunächst Künstlern aus dem Bereich des Kubismus, u. a. Albert Gleizes, Jean Metzinger, Marie Laurencin und Sonia Lewitska an, wobei dies ihre Arbeit noch nicht sichtbar beeinflusste. Zwischen 1904 und 1910 wirkte auf Bailly die fauvistisch orientierte Avant-Garde ein. Sie gewann zunehmend Interesse an Gemälden der Landschaftsmalerei, welche die berühmtesten Künstler des Fauvismus in verspielter Weise darstellten, andererseits aber auch vereinfachte Formen und flächige Kompositionen verwendeten. Vor allem faszinierte sie die Verwendung leuchtender und nicht naturalistischer Farben, worin sich die Fauvisten von den Impressionisten zu unterscheiden versuchten. Bereits 1908 hingen ihre fauvistisch inspirierten Gemälde im Salon d’Automne neben weiteren Künstlern des Fauvismus. Bis 1926 wurden dort regelmäßig Werke von ihr ausgestellt. Ihre Karriere erreichte ihren Höhepunkt kurz vor Ausbruch des Ersten Weltkrieges, als Bailly sich zur Avantgarde bekannte, was ihr die Möglichkeit bot, den kosmopolitischen Kreisen um Guillaume Apollinaire und seine Zeitschrift Les Soirées de Paris, um Sonia und Robert Delaunay, Kees van Dongen und vielen anderen beizutreten.

### Bailly in der Schweiz
Als der Erste Weltkrieg ausbrach, befand sich Bailly bereits in der Schweiz. Sie sah sich gezwungen dort zu bleiben und neue Kontakte im Kunstbereich aufzubauen, da sich ihre Popularität hauptsächlich auf Frankreich beschränkte. Ihren Aufenthalt empfand Bailly zunächst als isolierend und ihr Publikum als wesentlich weniger kunstinteressiert im Vergleich zu dem in Paris, da vor allem ihr Freundeskreis in ihrem Genfer Atelier La Roulette überwiegend aus Dichtern bestand. So hielt sie sich überwiegend in der Nähe von Sammlern und Mäzenen auf und reiste oft nach Basel, Zürich und Winterthur. Ab 1916 entwickelte Bailly ein zunehmendes Interesse an dem Kunstverein von Winterthur, der bereits 1907 von einem Vorstand geleitet wurde, der den Bau eines weiteren Museumsgebäudes plante und sich der modernen und französischen Kunst aufgeschlossen zeigte. Bailly nahm Kontakt zu dem Vorstand auf und schlug eine Ausstellung ihrer Werke in dessen Kunstmuseum vor. Folglich war sie an elf Gruppenausstellungen zwischen 1917 und 1930 beteiligt. Besonders beachtet wurden die Ausstellung im Frühjahr 1917, in der neben Baillys Werken auch die anderer schweizerischer Künstlerinnen gezeigt wurden, sowie eine Ausstellung im März 1919, in der 26 von Baillys eigenen Werken ausgestellt wurden. Beide rückten ins Licht der Öffentlichkeit und wurden Teil kontroverser Gespräche über Kunst.

#### Arthur und Hedy Hahnloser
Arthur Hahnloser (1870–1936) und Hedy Hahnloser-Bühler (1873–1952) waren ein leidenschaftliches Sammlerehepaar, das Bailly auf Grund von deren aktiver Beteiligung am damaligen Winterthurer Kunstleben durch deren Rolle als Fürsprecher vieler Künstler und durch Arthurs Mitgliedschaft im Vorstand des Kunstvereins kennengelernt hatte. Sie förderten vor allem Künstler des Nachimpressionismus. Baillys Werke waren zwar kein wesentlicher Bestandteil der Sammlung des Ehepaars, jedoch entwickelte sie eine enge Beziehung zu ihnen und wurde zu deren Freundeskreis gezählt. Zwischen 1918 und 1930 besuchte sie häufig die Villa Flora- ein Kunstmuseum, das von dem Ehepaar hinterlassen worden war und das schon damals mit einigen Kunstwerken, überwiegend aus der Schweiz und Frankreich, ausgestattet war und in dem heute schweizerische und französische Gemälde gezeigt werden. Die dort ausgestellten Werke sollen auch heute die damals von Arthur und Hedy Hahnloser geschaffene Atmosphäre erhalten. Baillys Werke waren teilweise davon inspiriert, wie z. B. das Tableau-Laine La bergère et son jardin aus dem Jahr 1919, das die Tochter der Hahnlosers, Lisa Hahnloser, im Garten von Ziegen umgeben darstellt. Das Gemälde Le concert dans le jardin von 1920 soll an einen Nachmittag, den Bailly im Garten der Villa Flora verbracht hatte, erinnern.

#### Werner Reinhart
Im Juni 1918 lernte Bailly Werner Reinhart kennen. Er stellte eine wichtige Person in ihrem Freundeskreis in Winterthur dar und erwies sich als verlässlicher Mäzen, der ihr künstlerisches Schaffen förderte. Doch ihre Beziehung zu ihm bezog sich nicht nur auf ihre Karriere – auch auf privater Ebene band Bailly mit ihm: Er teilte außerdem ihre Begeisterung für moderne Literatur und Musik und eröffnete ihr den Weg in einen Kreis von Musikern und Komponisten, u. a. Arthur Honegger, Igor Strawinsky und Frank Martin, die ebenfalls von ihm unterstützt wurden. Sie bewunderte zudem seine Sensibilität und entdeckte in ihm ihre große Liebe, die er jedoch nicht erwiderte. Ihre unerwiderte Liebe beeinflusste sie bis kurz vor ihrem Tod; bis dahin schrieb sie ihm zahlreiche Briefe.

### Bailly in Lausanne
1923 zog Bailly nach Lausanne, wo sie den Rest ihres Lebens verbrachte. Sie stellte dort weiterhin regelmäßig aus und förderte Künstler der modernen Kunst. Im Jahr 1936 nahm sie den Auftrag an, acht Wandgemälde für das Foyer des Théâtre Vidy-Lausanne fertigzustellen. Dieser Auftrag führte jedoch zu einer Entkräftung, was sie vermutlich anfällig für Tuberkulose machte, an der sie dann zwei Jahre später am 1. Januar 1938 starb.

## Leistungen

### Baillys Beitrag zur Entwicklung des Fauvismus
In ihrer Malerei wandte Alice Bailly sich zunächst dem Fauvismus zu, was sich lediglich auf ihren Aufenthalt in Paris bezog. Zu den Elementen der fauvistischen Malerei gehörten unter anderem die Vereinfachung von Formen, was einem Gemälde Nachhaltigkeit verschaffte, da diese nur aufs Wesentliche beschränkt sind. So erwecke ein Gemälde keinen flüchtigen Eindruck, wie dies bei einem impressionistischen Gemälde der Fall sei. Für Bailly, wie auch für andere fauvistisch orientierte Künstler war dies entscheidend für ihre Abkehr vom Impressionismus und für ihre Motivation, mit dessen alten Konventionen zu brechen. Der Fauvismus spiegelte in der Kunstgeschichte jedoch nur eine experimentelle Phase wider, in der viele Künstler versuchten, sich von vergangenen Stilrichtungen wie dem Impressionismus und dem Realismus abzuwenden und den Gemälden entgegen der Tradition mehr Nachhaltigkeit zu verleihen.

### Baillys Entwicklung der abstrakten Kunst
Zwischen 1907 und 1909 löste sich die Gruppe von fauvistisch orientierten Künstlern wieder auf. Auch Bailly wandte sich 1910 vom Fauvismus ab und konzentrierte sich auf einen bereits existierenden Stil der Malerei, der allgemein als Beginn von abstrakter Kunst bekannt ist: Der Kubismus. Mit Hilfe von einfachen geometrischen Formen wird die Darstellung aufgelöst und die Form zersplittert. Bailly wurde jedoch nicht nur vom Kubismus, sondern auch vom Futurismus, welcher sich nicht nur durch die rein kubistische Formauflösung auszeichnet, sondern auch durch den Versuch, aufeinanderfolgende Bewegungsabläufe in einem einzelnen Bild darzustellen, inspiriert. Unter dem Einfluss dieser beiden Stile der Malerei entwickelte Bailly eine neue, eigene Form des Kubismus: Ihr Gemälde „Equestrian Fantasy with Pink Lady“ (ausgestellt 1913 in der Galerie Strunskaja in Zürich) zeichnet sich beispielsweise durch die Darstellung von einerseits rhythmischen Bewegungen, aber andererseits auch durch die Aufteilung der Darstellung in ebene und bunte Flächen aus. Dieses Gemälde beinhaltet einerseits die Eigenschaften des Futurismus, indem Bailly rhythmische Bewegungen innerhalb eines Gemäldes darstellt, die aber andererseits auch auf kubistische Weise in ebene Flächen eingeteilt sind. Die Verwendung beider Stile und die Verwendung von unrealistischen Farben zeichnen u. a. die Radikalität von Baillys Werken aus. Sie kombinierte aber auch Ölfarben mit farbigem Papier, einem Bronzehintergrund, Glasperlen und Filz. Diese Kombinationen wurden derzeit als unüblich betrachtet, waren jedoch markant für Baillys Gemälde.

## Werke (Auswahl)

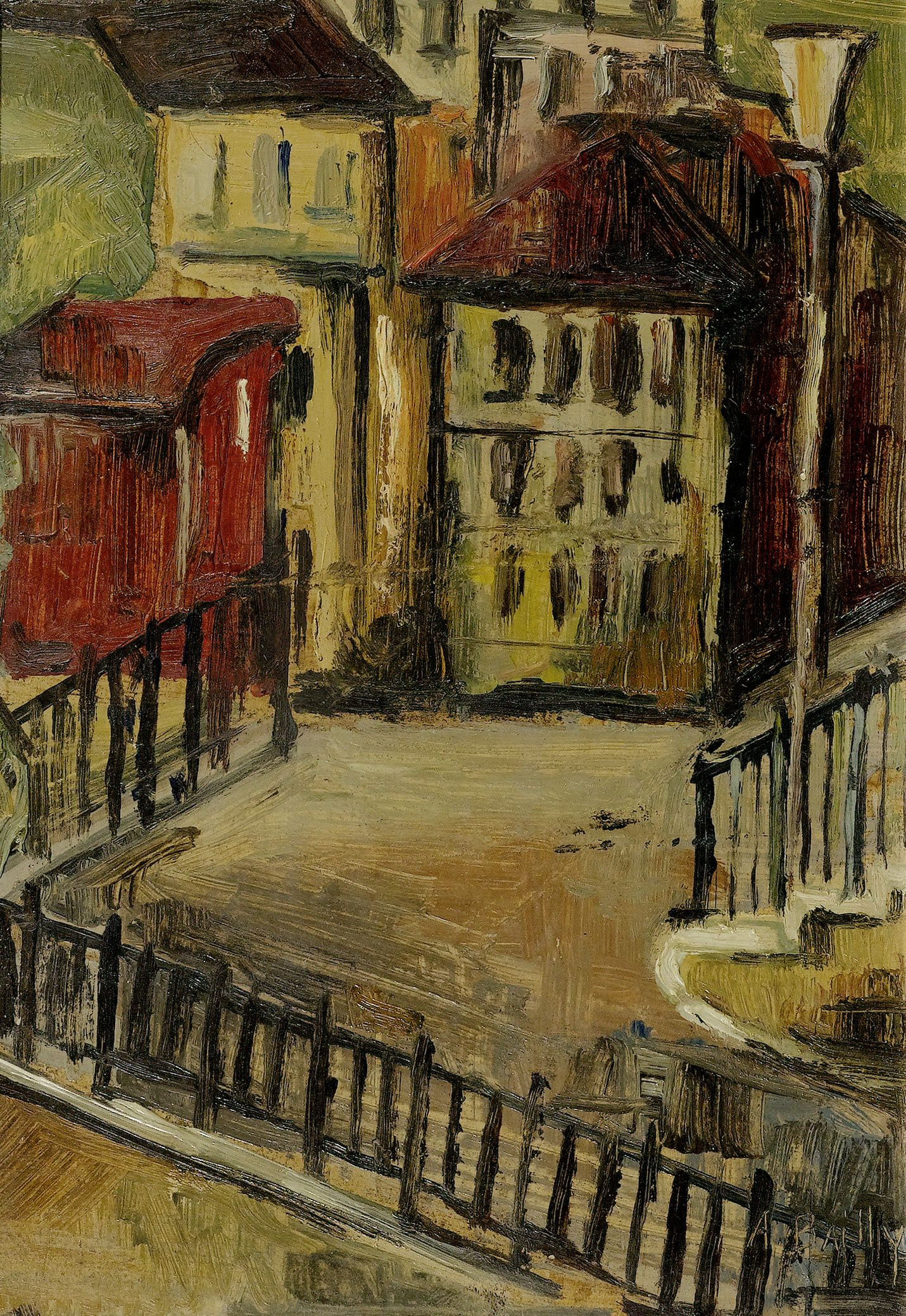
Hinterhof

- Paysage Urbain (entstanden im 19./20. Jahrhundert)
- En Valais (entstanden zwischen 1904 und 1906)
- Tanzende (entstanden im Jahr 1912)
- Equestrian Fantasy with Pink Lady (entstanden im Jahr 1913 in der Galerie Strunskaja in Zürich)
- Fantaisie équestre (entstanden im Jahr 1914)
- Bouquet de fleur (entstanden im Jahr 1916)
- Self Portrait (entstanden im Jahr 1917; ausgestellt im National Museum of Women Arts)
- Regenbogen[11]
- Joy in the woods (entstanden im Jahr 1922)
- Liegende (entstanden zwischen 1923 und 1926; ausgestellt im Kunstmuseum Otten)
- The Family (entstanden im Jahr 1925)
- Fleurs dans la nuit (entstanden im Jahr 1931)
- Jeune femme à la perruque blanche (entstanden im Jahr 1932)
- Ponts de Paris (entstanden im Jahr 1933; ausgestellt 1968/69 im Musée cantonal des beaux-arts Lausanne)